# Svårt artilleri
Svårt artilleri (jämför tyska: schwere ("tungt") Artillerie) avser sjöartilleripjäser med svår kaliber (grov kaliber): 203 millimeter eller mer.
En analog benämning är tungt artilleri som avser fältartilleri.